# 下比坦的海滩，翁弗勒尔

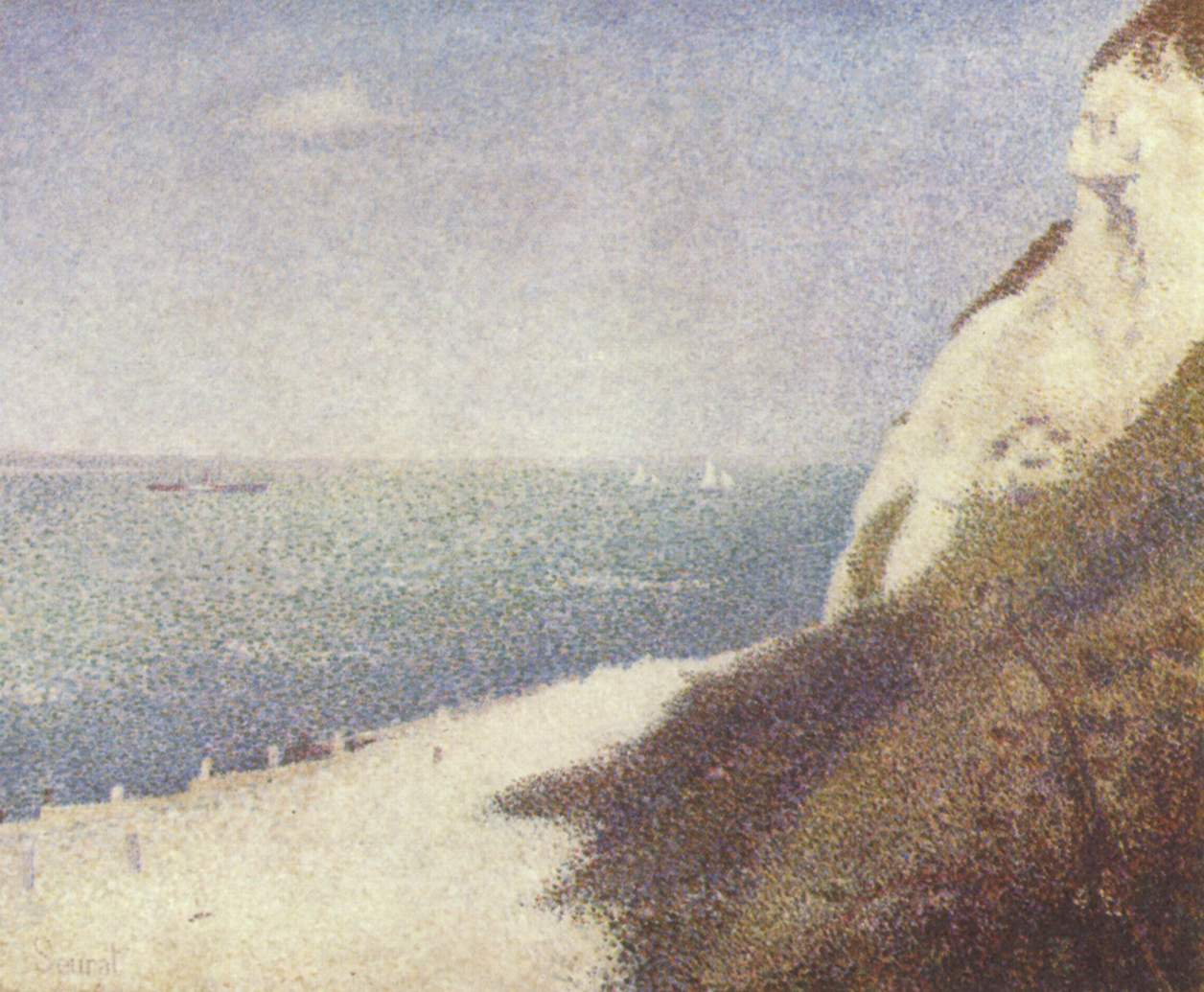

《下比坦的海滩，翁弗勒尔》（La Grève du Bas-Butin, Honfleur）是法国画家乔治·修拉的一幅风景油画，画幅为67厘米乘78厘米，绘于1886年。
这幅画描绘的是翁弗勒尔（Honfleur）以西下比坦（Bas-Butin）孤独的海滩，这是当时许多艺术家最喜欢的主题。
这幅画现藏于图尔奈美术馆（Musée des Beaux-Arts de Tournai）。
这幅画是在1886年夏天，修拉前往翁弗勒尔旅行时所画。画家最初的计划是在一天中的不同时间，在同一地点画七幅画：早上、下午、黄昏和晚上，以验证所学新绘画技术的有效性。